# Protaetia karelini
Protaetia karelini är en skalbaggsart som beskrevs av Zoubkov 1829. Protaetia karelini ingår i släktet Protaetia och familjen Cetoniidae. Inga underarter finns listade i Catalogue of Life.